# Ucon (Idaho)
Ucon es una ciudad ubicada en el condado de Bonneville en el estado estadounidense de Idaho. En el Censo de 2010 tenía una población de 1108 habitantes y una densidad poblacional de 544,97 personas por km².

## Geografía
Ucon se encuentra ubicada en las coordenadas 43°35′37″N 111°57′33″O / 43.59361, -111.95917. Según la Oficina del Censo de los Estados Unidos, Ucon tiene una superficie total de 2.03 km², de la cual 2.03 km² corresponden a tierra firme y (0%) 0 km² es agua.

## Demografía
Según el censo de 2010, había 1108 personas residiendo en Ucon. La densidad de población era de 544,97 hab./km². De los 1108 habitantes, Ucon estaba compuesto por el 0.1% blancos, el 0% eran afroamericanos, el 0% eran amerindios, el 0.09% eran asiáticos, el 0.27% eran isleños del Pacífico, el 2.26% eran de otras razas y el 1.44% pertenecían a dos o más razas. Del total de la población el 6.05% eran hispanos o latinos de cualquier raza.